# ¡Tarántula!
Tarantula o Tarantula! (¡Tarántula!), también conocida como The Giant Tarantula, es una película estadounidense de ciencia ficción y terror de 1955. Se considera que los efectos especiales de esta película son asombrosos para su presupuesto y para la época.
Un joven Clint Eastwood aparece en un breve papel sin acreditar como jefe de una escuadrilla de cazas del ejército que atacan a la tarántula al final de la película.

## Argumento
En el desierto de Arizona, el profesor Gerald Deemer (Leo G. Carroll) está experimentando con hormonas, con la esperanza de encontrar un nutriente capaz de disminuir el hambre mundial que prevé se desate debido al rápido crecimiento de la población mundial. En su estado imperfecto, el supernutriente provoca un crecimiento extraordinariamente rápido.
Han encontrado a su reciente compañero muerto en el desierto, gravemente deformado por una acromegalia que solo lleva años en alcanzar ese desarrollo, pero en este caso ha tardado pocos días en manifestarse. El doctor Matt Hastings (John Agar), también se ha contagiado, y la ayudante de Deemer, Stephani Clayton (Mara Corday), intenta conocer el porqué. Un terrible problema surge cuando una tarántula sometida a pruebas escapa del laboratorio y continúa creciendo cada vez más.

## Reparto
| Actor                | Personaje                        |
| -------------------- | -------------------------------- |
| John Agar            | Dr. Matt Hastings                |
| Mara Corday          | Stephanie Steve Clayton          |
| Leo G. Carroll       | Profesor Gerald Deemer           |
| Nestor Paiva         | Sheriff Jack Andrews             |
| Ross Elliott         | Joe Burch                        |
| Edwin Rand           | Ten. John Nolan                  |
| Raymond Bailey       | Townsend                         |
| Hank Patterson       | Josh                             |
| Bert Holland         | Barney Russell                   |
| Steve Darrell        | Andy Andersen                    |
| Wag Blesing          | Ciudadano                        |
| Dee Carroll          | Telefonista                      |
| Edgar Dearing        | Segundo vagabundo                |
| George DeNormand     | Policía                          |
| Don Dillaway         | Jim Bagny                        |
| Clint Eastwood       | Líder de la escuadrilla de cazas |
| Jack Hendricks       | Ranch Hand                       |
| Jane Howard          | Secretario de Coed               |
| James Hyland         | Soldado Grayson                  |
| Tom London           | Jeff, primer vagabundo           |
| Robert Nelson        | Soldado                          |
| Eddie Parker         | Paul Lund y Eric Jacobs          |
| Ray Quinn            | Soldado                          |
| Vernon Rich          | Ridley                           |
| Robert Robinson      | Ciudadano                        |
| Bing Russell         | Diputado                         |
| Robert R. Stephenson | Mozo de almacén (no acreditado)  |
| Jack Stoney          | Ayudante                         |
| Sailor Vincent       | Ciudadano                        |
| Billy Wayne          | Murphy                           |
| Rusty Wescoatt       | Conductor                        |
| Robert J. Wilke      | Peón del rancho                  |
| Bud Wolfe            | Conductor del autobús            |

Los dobles que participaron en la película fueron Jack Hendricks, Eddie Parker, Jack Stoney y Bud Wolfe.
Los efectos especiales son muy notables para la época; se emplearon animales reales agrandados mediante edición. Las escenas resultantes se ven más creíbles que las grandes figuras de utilería utilizadas en otras producciones, como la anterior Them!. Al igual que esta, hace un uso atmosférico de sus ambientaciones desérticas. Tarántula se diferencia de la mayoría de películas de insectos gigantes  características de la década de 1950 en que la mutación es provocada por la investigación pacífica de un científico bienintencionado, en lugar de por armas nucleares o un científico loco. Jack Arnold volvió a a utilizar los efectos mate para mostrar la miniaturización en lugar del gigantismo, en The Incredible Shrinking Man, que también presenta un encuentro con una araña.

## Recepción
La película fue un éxito de público y crítica. Fue la cuarta película más taquillera de 1955 en Estados Unidos, y se reestrenó en 1962.
El crítico de cine Leonard Maltin otorgó a la película  3 de 4 estrellas, elogiando el ritmo rápido, efectos especiales y la intrigante trama. La llamó "una de las mejores películas sobre insectos gigantes". La reseña contemporánea de Variety indicó: "Una tarántula grande como un granero pone el horror en esta cinta de ciencia ficción bien hecha, y está escenificada y representada de manera bastante creíble, logrando una premisa descabellada con un máximo de credibilidad". En Rotten Tomatoes tiene un índice de aprobación del 92% basado en 13 reseñas, con una puntuación promedio de 6,3/10.

## Errores
- En una escena una piedra cae de una montaña.[6] La sombra de los productores se puede ver antes y después de que la roca cayera.
- Cuando Matt Hastings entre por primera vez en un hotel, otro hombre sale de éste y se puede observar como la sombra del mismo se cae tras salir del hotel.[6]
- Cuando la tarántula ataca al profesor Gerald Deemer, la araña se asoma por la ventana, y ésta tiene dos ojos y parpadea,[6] cuando realmente las tarántulas tienen ocho ojos sin párpados.
- En una de las escenas cuando la tarántula está caminando por una montaña, hay un error de producción y ésta desaparece de repente y vuelve a aparecer.[6]

## Curiosidades
- El profesor Deemer predice que sobre el año 2000 habrá una población mundial de tres mil seiscientos millones.[7] Realmente, se alcanzó el doble, seis mil millones.
- La tarántula usada en la película era de verdad.[7] Se usó un soplador de aire para mover a placer al animal.
- Se empleó la misma araña en la película The Incredible Shrinking Man.[7]